# Neuendorf (Suiza)
Neuendorf es una comuna suiza del cantón de Soleura, ubicada en el distrito de Gäu. Limita al norte con las comunas de Oberbuchsiten y Egerkingen, al este con Härkingen, al sur con Fulenbach y Wolfwil, y al occidente con Niederbuchsiten.